# 五戸警察署
五戸警察署（ごのへけいさつしょ）は、青森県警察が管轄する警察署の一つである。

## 管轄区域
- 三戸郡
  - 五戸町
  - 新郷村

## 所在地
- 青森県三戸郡五戸町字下モ沢向13-6

## 沿革
- 1871年 - 県民事堂職制による五戸支庁の捕亡詰所として発足
- 1875年 - 第八大区警察出張所を設置
- 1877年 - 八戸警察署五戸分署と改称
- 1926年 - 五戸警察署へ昇格

## 組織
- 警務会計課
  - 警務係
  - 広聴・相談係
  - 犯罪被害者支援係
  - 会計係
- 刑事生活安全課
  - 刑事生活安全係
- 地域課
  - 地域係
  - 自動車警ら係
- 交通課
  - 交通係
- 警備課
  - 警備係

## 交番
- 所在地交番（五戸警察署内）

## 駐在所
括弧内は所在地を表す。

### 五戸町
- 浅水警察官駐在所（三戸郡五戸町大字浅水字六角14-5）
- 上市川警察官駐在所（三戸郡五戸町大字上市川字沼廻5-1）
- 倉石警察官駐在所（三戸郡五戸町大字倉石字地獄原27-1）

### 新郷村
- 新郷警察官駐在所（三戸郡新郷村大字戸来金ヶ沢30-1）